# Coronel Adailton
Adailton Florentino do Nascimento (Pirenópolis, 16 de julho de 1966), é Coronel da Polícia Militar do Estado de Goiás e político brasileiro, filiado ao Solidariedade. Atualmente, é deputado estadual de Goiás.
Presidente da Comissão de Turismo da Assembleia Legislativa de Goiás; Vice presidente da Comissão de Educação, Esporte e Cultura; Membro da Comissão de Segurança Pública e da Comissão de Saúde, membro da União Nacional dos Legisladores e Legislativos Estaduais, com atuação reconhecida na Comissão Nacional de Acompanhamento da Vacinação (Conav - UNALE)
Adailton Florentino do Nascimento é o primogênito dos cinco filhos do casal Ana Martins do Nascimento e Libânio Florentino do Nascimento. Casado com Elizete Jacinto da Silva Nascimento. É bacharel em Direito pela Faculdade de Direito de Anápolis (FADA), atualmente, UniEvangélica, especializou-se em Direito Constitucional e em Direito Administrativo pela Universidade Católica de Goiás.
Iniciou a carreira militar na Base Aérea de Anápolis (atual Ala2), ingressando na Polícia Militar de Goiás em 1986 como soldado. Em 1987, ingressou no Curso de Formação de Oficiais como Cadete. Galgou todos os postos do oficialato, alcançando a mais alta patente da corporação, no posto de Coronel.
Adailton, serviu à população de Goiás por 32 anos na Polícia Militar de Goiás. Em 1999, foi transferido para o Gabinete Militar da Governadoria, exercendo as funções administrativas e operacionais, que, entre elas, destacam-se: gerente de inteligência, gerente de material e patrimônio, gerente administrativo, presidente da Comissão Permanente de Licitações, superintendente de Segurança Militar, Superintendente de Administração do Palácio Pedro Ludovico Teixeira.
Em 2012, quando foi promovido ao posto de Coronel, pelo critério de merecimento assumiu o cargo de Secretário de Estado, Chefe da Casa Militar, entre fevereiro de 2013 a fevereiro de 2017. Posteriormente, ainda exerceu o cargo de Superintendente Executivo da Secretaria de Estado e Governo (Segov).
Em 2018, Coronel Adailton, aceitou o desafio de concorrer a uma vaga na Assembleia Legislativa de Goiás, eleito em sua primeira participação, com 11.616 votos, sendo sua principal base eleitoral o município de Anápolis, com destaque, entretanto, em muitos outros municípios do Estado. Com a diplomação ao cargo eletivo, Coronel Adailton foi transferido para a reserva remunerada da PMGO.

O Deputado Coronel Adailton ganhou notoriedade por adotar uma conduta independente e responsável, destacando-se principalmente por defender os interesses da população goiana, primando sempre pelo bem coletivo. Suas principais bandeiras são a defesa dos interesses do povo goiano e a busca por benefícios e conquistas para nossa gente. Deputado Coronel Adailton tem atuação reconhecida nas áreas da Saúde, Educação, Segurança Pública, Turismo, Direitos Humanos, Esporte e Infraestrutura.